# Адамс (тауншип, Миннесота)
Адамс (англ. Adams) — тауншип в округе Моуэр, Миннесота, США. На 2000 год его население составило 475 человек.

## География
По данным Бюро переписи населения США площадь тауншипа составляет 90,5 км², из которых 90,5 км² занимает суша, водоёмов нет.

## Демография
По данным переписи населения 2000 года здесь находились 475 человек, 151 домохозяйство и 130 семей.  Плотность населения —  5,2 чел./км².  На территории тауншипа расположено 155 построек со средней плотностью 1,7 построек на один квадратный километр. Расовый состав населения: 99,79 % Белые и 0,21 % приходится на две или более других рас.
Из 151 домохозяйства в 45,0 % воспитывались дети до 18 лет, в 80,1 % проживали супружеские пары, в 4,6 % проживали незамужние женщины и в 13,9 % домохозяйств проживали несемейные люди. 12,6 % домохозяйств состояли из одного человека, при том 2,6 % из — одиноких пожилых людей старше 65 лет. Средний размер домохозяйства — 3,15, а семьи — 3,44 человека.
36,0 % населения — младше 18 лет, 4,2 % — в возрасте от 18 до 24 лет, 25,5 % — от 25 до 44, 25,3 % — от 45 до 64, и 9,1 % — старше 65 лет. Средний возраст — 34 года. На каждые 100 женщин приходилось 112,1 мужчин.  На каждые 100 женщин старше 18 приходилось 111,1 мужчин.
Средний годовой доход домохозяйства составлял 50 500 долларов, а средний годовой доход семьи —  54 167 долларов. Средний доход мужчин —  30 000  долларов, в то время как у женщин — 25 625. Доход на душу населения составил 16 218 долларов. За чертой бедности находились 6,2 % семей и 7,1 % всего населения тауншипа, из которых 9,6 % младше 18 и 13,9 % старше 65 лет.